# Mattheüskerk (Langezwaag)
De Mattheüskerk van Langezwaag is een kerkgebouw in de gemeente Opsterland in de Nederlandse provincie Friesland. De kerk is een rijksmonument.

## Beschrijving
Al in 1315 bezat Langezwaag een kapel. De huidige kerk is in 1781 gebouwd ter vervanging van een oudere kerk die gewijd was aan Matteüs. De zaalkerk met driezijdige koorsluiting en rondboogvensters heeft een ingebouwde toren met achtkantige spits. Het mechanisch torenuurwerk is gemaakt door Van Bergen. Klokkengieterij Eijsbouts maakte in 1948 een luidklok ter vervanging van twee klokken uit 1763 van Pieter Seest die in 1943 door de Duitse bezetter waren gevorderd. De preekstoel is versierd met houtsnijwerk van Jacob Zwaluw. De kerk is in 1927, 1960 en 1992 gerestaureerd. De glas-in-lood-ramen zijn in 1927 aangebracht. Het orgel uit 1901 is gebouwd door Bakker & Timmenga en is in 1993 in de kerk geplaatst. Het orgel is afkomstig van de gereformeerde kerk in Gaast.

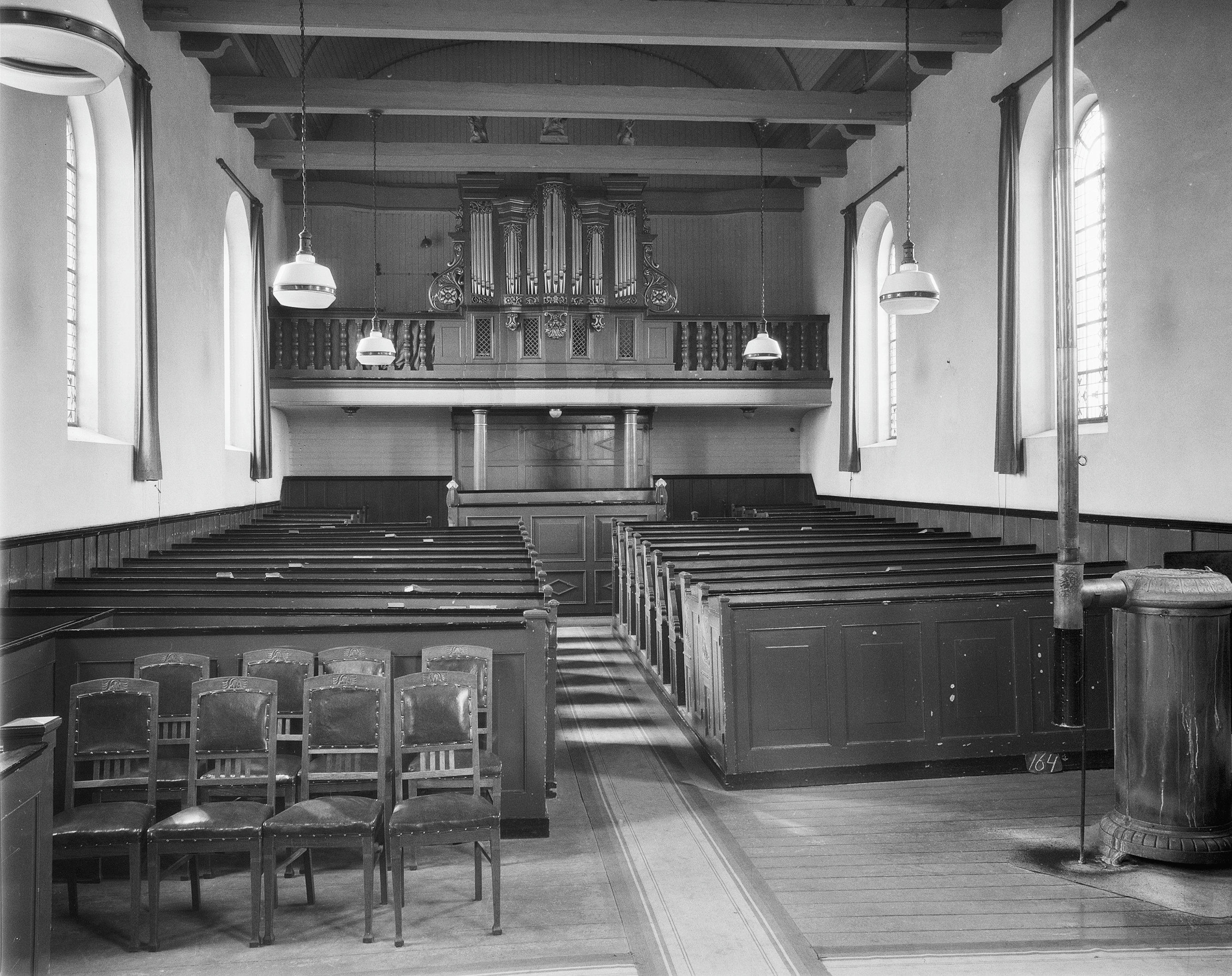
Interieur met orgel (1959)
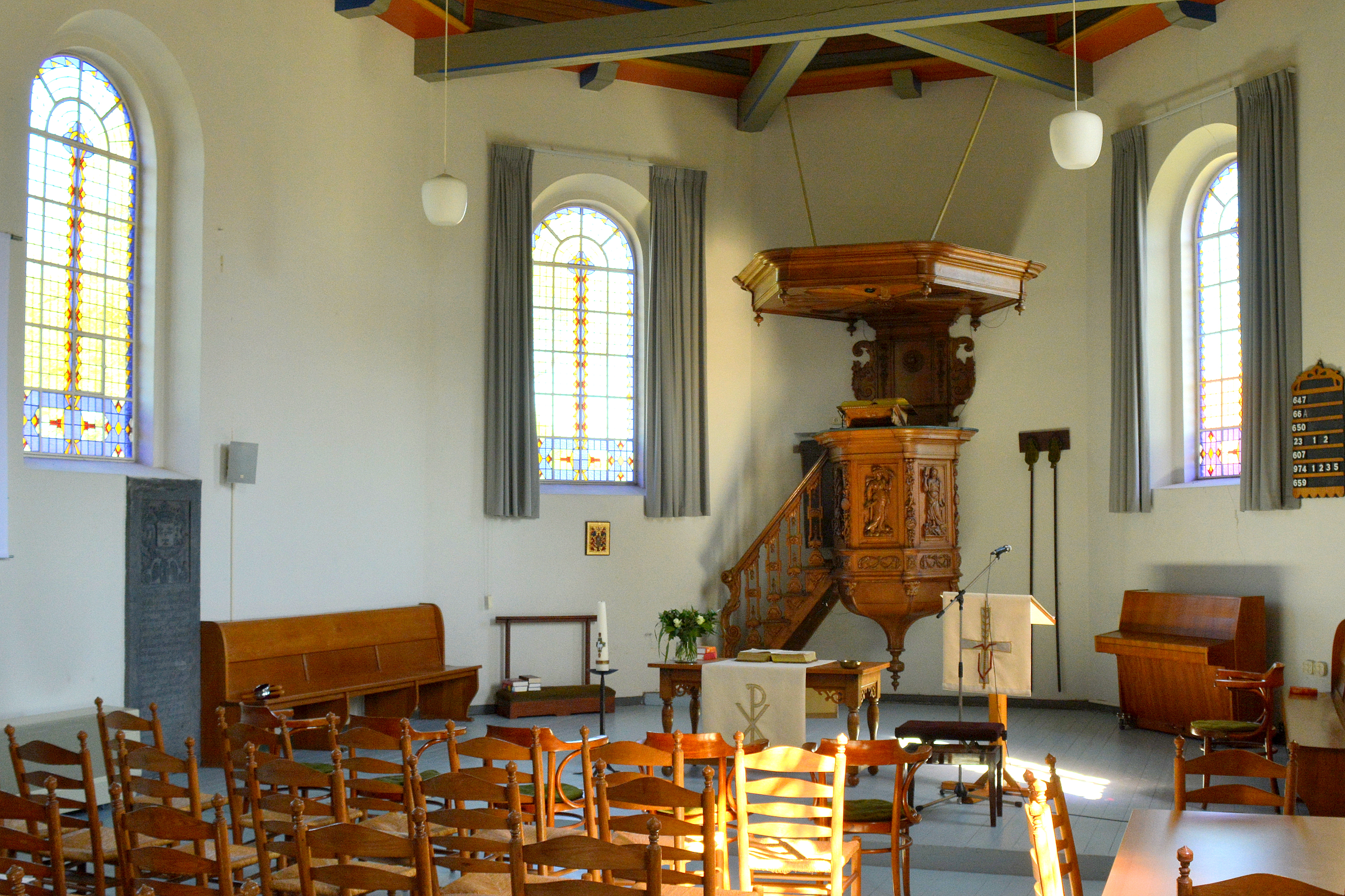
Interieur met preekstoel (2018)